# Султанай
Султана́й (рос. Султанай, башк. Солтанай) — присілок у складі Аскінського району Башкортостану, Росія. Входить до складу Євбуляцької сільської ради.
Населення — 243 особи (2010; 237 у 2002).
Національний склад:
- башкири — 84 %